# Monts Šar

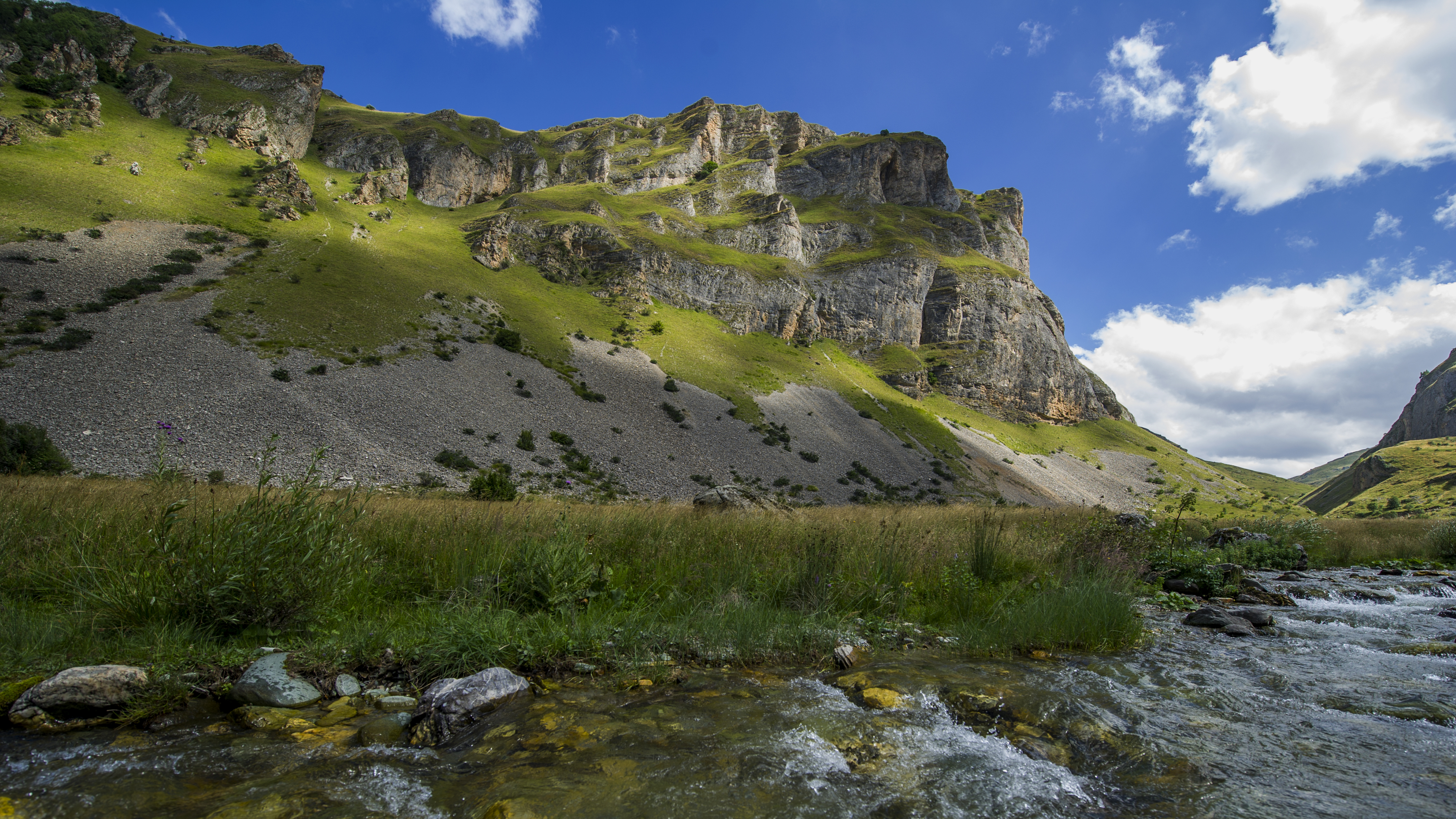
Parc national des monts Šar, Kosovo.

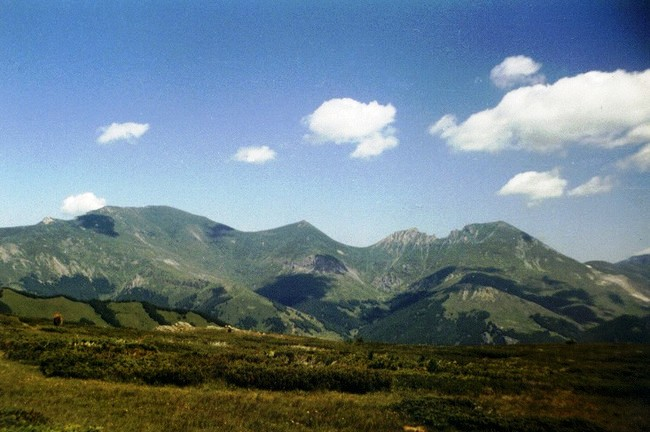
Vue des monts Šar.

Les monts Šar (en macédonien : Шар Планина, Šar Planina ; en albanais : Malet e Sharrit) sont une chaîne montagneuse qui s'étend du sud du Kosovo au nord-ouest de la Macédoine du Nord.

## Géographie
Ce massif, qui se prolonge au sud-ouest avec la chaîne du Korab, mesure environ 80 kilomètres de long pour environ 10 à 20 kilomètres de large.
Les principaux pics sont :
- Titov Vrv (2 747 m), plus haut sommet ;
- Mal Turčin (2 707 m) ;
- Bakerdan (2 704 m) ;
- Bristavec (2 675 m) ;
- Rudoka (2 658 m) ;
- Peskovi (2 651 m) ;
- Dzini Beg (2 610 m) ;
- Maja e Liqenit (2 604 m) ;
- Maja bardhë e Jezercës (2 590 m) ;
- Maja e Zezë (2 585 m) ;
- Vraca e Madhe (2 582 m) ;
- Isa Aga (2 555 m) ;
- Guri i Zi (2 536 m) ;
- Kobilica (2 528 m) ;
- Piribeg  (2 522 m) ;
- Ljuboten (2 498 m).

## Activités

### Élevage
La région macédonienne produit un fromage, le Šarski Sir, fait pour moitié de fromage de brebis et de fromage de vache, que l'on consomme en salade. Les troupeaux paissent loin en montagne, et doivent être surveillés à cause de l'abondance de loups et d'ours à travers le massif. Cette nécessité a favorisé l'élevage d'une race particulière de chiens : le berger de Charplanina, d'un poids moyen adulte d'environ 40 kg.

### Sports d'hiver
Il y a plusieurs stations de sports d'hiver de part et d'autre de la frontière : on accède depuis Tetovo à celle de Popova Šapka (Macédoine du Nord) par une route en lacets bien asphaltée, qui recoupe la ligne de téléphérique de Tetovo.

### Protection environnementale
Le parc national des monts Šar, d'une superficie de 390 km2, se trouve sur le versant kosovar. Le versant macédonien a été classé parc naturel en 2021 : c'est le parc national de Charplanina, d'une superficie de 627 km2.